# توماس ويبر
توماس ويبر (بالألمانية: Thomas Weber)‏ (29 مايو 1993 فيينا النمسا - ) هو لاعب كرة قدم نمساوي يلعب كمدافع.

## وصلات خارجية
توماس ويبر على موقع قاعدة بيانات كرة القدم.إي يو (الإنجليزية)
- توماس ويبر على موقع Soccerway.com (الإنجليزية)
- توماس ويبر على موقع عالم كرة القدم.نت (الإنجليزية)